# Plameny (Schulhoff)
Plameny (německy Flammen) je dvouaktová opera o deseti dějstvích, jediná opera pražského židovského skladatele Ervína Schulhoffa.

## Námět

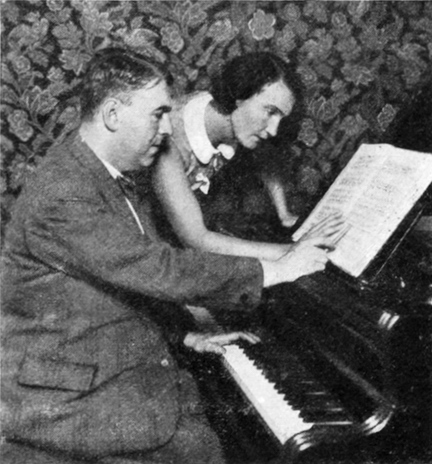
Skladatel Ervín Schulhoff a tanečnice Milča Mayerová, asi v roce 1931

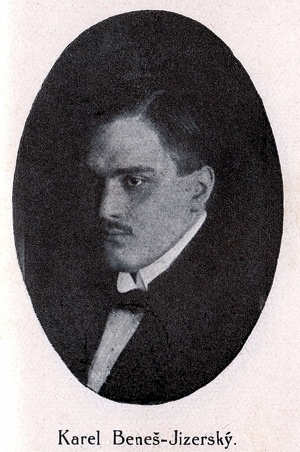
Spisovatel Karel Josef Beneš, autor libreta

Původní libreto v češtině napsal Karel Josef Beneš. Světová premiéra opery se konala ve starém Národním divadle v Brně-Veveří 27. ledna 1932, což bylo zároveň poslední uvedení v původní podobě. Dalšího se dočkala až 90. letech 20. století, a to v německém překladu Maxe Broda pod názvem Flammen.
Surrealistický syžet opery je založen na legendě o Donu Juanovi s prvky legendy o Věčném Židovi a je navíc silně ovlivněn Freudovou psychoanalýzou. Na rozdíl od Mozartova Dona Giovanniho, založeného na téže legendě, není Schulhoffův Don Juan stažen do podsvětí, nýbrž je odsouzen k věčnému životu.

## Okolnosti vzniku
Nedlouho po svém návratu do Prahy se Schulhoffově v roce 1923 setkal s přítelem a životopiscem Leoše Janáčka Maxem Brodem a probral s ním možnost napsat operu podle legendy o Donu Juanovi. Brod navrhl, že by vhodným základem pro libreto mohla být nová veršovaná hra českého spisovatele Karla Josefa Beneše (1896–1969) a s Benešem jej seznámil. Schulhoff a Beneš začali pracovat, zatímco Brod překládal text do němčiny. 
Schulhoff operu dokončil v roce 1929. Premiéra české verze Plamenů se konala o tři roky později, 27. ledna 1932 v brněnském v Národním divadle na Veveří. Schulhoffovy podrobné režie na jevišti vyžadovaly kulisy s „všeprostupující temnotou, přerušovaně odhalujícími proudy světla a barev“. Scény zrcadlí sbor Stínů, často využívající slovních obrazů barev a světla. 
Premiéra však neměla úspěch a opera se v Československu nikdy trvale nezařadila do operního repertoáru. Vzestup nacismu v Německu a tažení proti tzv. degenerované hudbě (Entartete Musik) znemožnilo provedení německé verze, která byla naplánována v Berlíně s dirigentem Erichem Kleiberem. Taktéž Schulhoffův obvyklý nakladatel, Universal Edition, partituru k vydání nepřijal  a opera nebyla za Schulhoffova života uvedena. Skladatel zemřel v roce 1942 na tuberkulózu v internačním táboře ve Wülzburgu. 
Zájem o dílo byl oživen v roce 1995, kdy byly Plameny uvedeny (na Brodův německý text Flammen) v Lipské opeře pod vedením Uda Zimmermanna, s několika škrty v partituře. Dílo bylo znovu proveden koncertně v květnu 2005 v amsterdamské Concertgebouw v nastudování Edo de Waarta. Další inscenace a premiéra v Rakousku se konla v roce 2006 na vídeňském festivalu KlangBogen. Tato inscenace v režii Keitha Warnera a dirigenta Bertranda de Billyho byla uvedena 7. srpna 2006 v divadle Na Vídeňce. Jedná se o jednu ze tří oper založených na legendě o Donu Juanovi, které festival toho léta uvedl – vedle Mozartova Dona Giovanniho a opery Don Juan se vrací z války, dánského skladatele Erika Højsgaarda. V roce 2008 byla opera Flammen znovu provedena v Německu s novou inscenací v režii Urse Häberliho v divadle Pfalztheater v Kaiserslauternu. 

## Role
Role Donny Anny a Jeptišky/Markéty/Ženy na premiéře v roce 1932 zpívaly dvě samostatné sopranistky, na nahrávce Decca z roku 1995 a v inscenovaném nastudování ve Vídni z roku 2006 však všechny tyto role zpívala jediná sopranistka.
| Role                                                                   | hlas                    | obsazení premiéry 27. ledna 1932 (dirigent: Zdeněk Chalabala) |
| ---------------------------------------------------------------------- | ----------------------- | ------------------------------------------------------------- |
| Don Juan                                                               | tenor                   | Zdeněk Knittl                                                 |
| Donna Anna                                                             | soprán                  | Marie Žaludová                                                |
| Commendatore                                                           | bas                     | Vladimir Jedenáctík                                           |
| Nun/Marguerite/Woman                                                   | soprán                  | Božena Žlábková                                               |
| La Morte (Death)                                                       | mezzosoprán             | Marie Hloušková                                               |
| Arlecchino                                                             | baryton                 | Géza Fischer                                                  |
| Stíny                                                                  | 3 soprány, 3 kontraalty |                                                               |
| Pierrot, Pierrette, Pulcinella, Pantalone, Colombina a Gigolo (mimové) |                         |                                                               |

## Děj

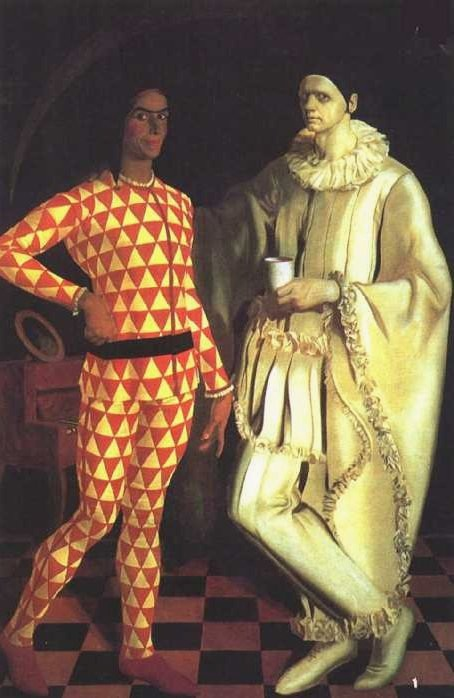
Arlecchino a Pierrot. (Alexandr Jakovlev, 1914)

Opera není přímým vyprávěním, ale spíše volně propojeným souborem deseti scén, z nichž každá má svůj název. Don Juan je zamilovaný do Smrti zosobněné La Morte, jedinou ženou, kterou nedokázal svést. Stíny (šest žen) fungují jako řecký sbor, komentující akci a dosavadní život Dona Juana.

### I. jednání

#### Scéna 1:Nokturno
Stíny zpívají o sexuálních dobrodružstvích Dona Juana a vášeň Smrti pro něj. Za zvuku sólové flétny vstoupí do temného opuštěného domu, aby svedl další ženu. Je slyšet její sténání extáze.

#### Scene:Píseň ohně
Stíny zpívají o ženě, jejíž touha po Donu Juanovi je tak velká, že si jeho tělo představuje jako barvy ohně.

#### Scéna 3:Půlnoční mše
Don Juan, odhodlaný změnit své rozvolněné způsoby, vstoupí do kostela na půlnoční mši, je však sveden jeptiškou. Smrt hraje na varhany Gloria, zatímco venku zní zvuk foxtrotové hudby.

#### Scéna 4:Chiméra
Don Juan šplhá na horu nahých ženských těl. Na vrcholu najde čekající Smrt.

##### Scéna 5:Galerie
Don Juan vstupuje do galerie se sochami mužů. Ti představují jeho zesnulé předky, kteří na rozdíl od něj dokázali najít štěstí.

#### Scéna 6:Dialog
Don Juan mluví se ženou, která se předtím objevila jako Jeptiška. Jejich dialog je přerušen, když má Don Juan vizi jiné ženy, jejíž tělo má barvu ohně.

#### Scéna 7:Bouřearozhovor s mořem
Markéta a Don Juan se milují během bouře. Objeví se Smrt a zabije Markétu. Don Juan stojí před mořem a vypráví o své touze po smrti.

### II. jednání

#### Scéna 8:Karnevalová noc
Je karnevalová noc. Uprostřed skupiny mimů commedia dell'arte tančí Don Juan a Donna Anna foxtrot. Harlekýn předpovídá děsivé scény, které nastanou o půlnoci. Donna Anna odmítá návrhy Dona Juana a říká mu: "Ty sám jsi obraz smrti." Poté Don Juan zavraždí manžela Donny Anny, Komtura, a ona spáchá sebevraždu.

#### Scéna: 9Banket
Don Juan se marně snaží oživit Donnu Annu, když kolem něj začne tančit skupina nahých žen. Neschopen je zastavit, křičí na Smrt a vyjadřuje svou touhu po ní. Řekne mu, že k ní bude blíže jako živý muž než jako mrtvý. Komtura pak nad Donem Juanem pronese kletbu a odsoudí ho k věčnému životu. Když Don Juan uslyší kletbu, zastřelí se, ale místo toho, aby zemřel, promění se v ještě mladšího muže.

#### Scéna 10:Nokturno
Don Juan, odsouzený k zoufalému opakování koloběhu svého života znovu a znovu, vstupuje do stejného potemnělého domu, kde začala opera, za doprovodu stejné sólové flétny, aby svedl další oběť. Smrt and Stíny číhají ve tmě a zpívají se závěrečnými slovy opery: „Spása je tak vzdálená – opět“.